# دلدوار
دلدوار (به لاتین: Delduar) یک منطقهٔ مسکونی در بنگلادش است که در ناحیه تانگیل واقع شده‌است. دلدوار ۱۸۴٫۵۴ کیلومتر مربع مساحت و ۲۰۷٬۲۷۸ نفر جمعیت دارد.